# Сафонов Григорій Миколайович
Сафонов Григорій Миколайович (рос. Сафонов Григорий Николаевич, нар.26 жовтня 1904, Ростов — пом.1972, Москва) — радянський державний діяч, бригвоєнюрист, державний радник юстиції 1 класу, депутат Верховної Ради РРФСР 2 скликання, Генеральний прокурор СРСР у 1948—1953 роках.

## Життєпис
Народився 13(26) жовтня 1904& року в місті Ростові Ярославської губернії в родині власника кузні. Працювати почав у 14 років ковалем. За 1922—1925 роки закінчив юридичний факультет Ленінградського державного університету.
- З грудня 1925 р. був помічником юрисконсульта машинобудівного тресту в Ленінграді.
- З грудня 1926 р. служив у 48-му стрілецькому полку в місті Стара Русса.
- З лютого 1928 р. був юрисконсультом ремонтно-механічного заводу та експортної бази наркомату шляхів сполучення в Ленінграді.
- У квітні 1929 р. став завідувачем юридичного бюро Невського машинобудівного заводу ім. В. І. Леніна в Ленінграді. Одночасно читав курс лекцій з цивільного права в Інституті радянського права, а пізніше — в Ленінградському університеті. У тому ж 1929 р. став членом КПРС.
- З грудня 1935 р. був прокурором Окуловського району Ленінградської області.
- Від січня 1939 р. був прокурором Кіровського району Ленінграду.
- З травня 1939 р. служив в Прокуратурі СРСР, був начальником відділу.
- З грудня 1939 р. — заступник, а потім і Перший заступник Прокурора (з березня 1946 р. — Генерального прокурора) СРСР.

У 1941-1944 рр. входив до складу секретної комісії Політбюро ЦК ВКП(б) у судових справах, що затверджувала всі вироки про смертну кару в СРСР. Як заступник Генерального Прокурора, а згодом і як Генеральний Прокурор СРСР, брав безпосередню участь у масових репресіях. Видавав накази про порядок розслідування справ у порядку спрощеного судочинства. У той же час намагався дотримуватися (і орієнтував прокурорів) на дотримання законності в рамках діючих норм.
У 1945-1946 рр. брав участь у Нюрнберзькому процесі.
З 1947 р. був членом Постійної комісії з проведення відкритих судових процесів з найбільш важливих справ колишніх військовослужбовців німецької армії і німецьких каральних органів, викритих у звірствах проти громадян СРСР на тимчасово окупованій німцями території Радянського Союзу. Брав участь в організації фальшування судових процесів над німецькими та японськими військовополоненими.
З 04 лютого 1948 р. — Генеральний прокурор СРСР.
30 червня 1953 р. відсторонений від посади.
З березня 1955 р. працював заступником Московського окружного транспортного прокурора.
З травня 1957 р. був заступником начальника відділу з нагляду за розглядом у судах кримінальних справ Прокуратури РРФСР. Став потім прокурором слідчого управління прокуратури РРФСР. Був депутатом Верховної Ради РРФСР 2 скликання.
Був нагороджений двома орденами Леніна.
У січня 1968 р. вийшов на пенсію.
У 1972 р. помер у Москві. Його прах похований в колумбарії Новодівичого кладовища в Москві.

## Праці
- «Настольная книга следователя» под общ. ред. Ген. Прокурора СССР Г. Н. Сафонова, изд. «Государственное издательство юридической литературы», г. Москва, 1949 г. — 867 с. — С.465-469 (рос.)